# Sahelicejos
Sahelicejos es una localidad del municipio de Villar de Peralonso, en la comarca de Tierra de Ledesma, provincia de Salamanca, España.

## Toponimia
Su nombre deriva de Sant Felices, denominación con la que venía registrado en el siglo XIII.

## Historia
El origen del poblamiento en Sahelicejos se remonta a la Prehistoria, dada la existencia de un dolmen en la localidad.
No obstante, la fundación de Sahelicejos como localidad se remonta a la Edad Media, obedeciendo a las repoblaciones efectuadas por los reyes leoneses en la Alta Edad Media, que lo ubicaron en la jurisdicción de Ledesma, dentro del Reino de León, denominándose en el siglo XIII Sant Felices.
Con la creación de las actuales provincias en 1833, Sahelicejos, dependiente ya de Villar de Peralonso, quedó encuadrado en la provincia de Salamanca, dentro de la Región Leonesa.

## Demografía
En 2019 Sahelicejos contaba con una población de 1 habitante (INE 2019).
| Gráfica de evolución demográfica de Sahelicejos entre 2000 y 2019                        |
|                                                                                          |
| Fuente: Instituto Nacional de Estadística de España - Elaboración gráfica por Wikipedia. |

## Monumentos y lugares de interés
- El Dolmen de la Ermita o de Sahelicejos, es un dolmen prehistórico que conserva la cámara funeraria, aunque no la cubierta original. Dado su estado de abandono, actualmente se encuentra catalogado dentro de la Lista Roja del Patrimonio.[4]